# Christian Hain
Christian Hain (* 11. Februar 1987 in München) ist ein deutscher Fußballspieler und steht aktuell im Aufgebot des Bezirksligisten SV Sulzemoos.

## Werdegang
Der Abwehrspieler begann seine Karriere beim SV Sulzemoos, wo er bis 2000 spielte und anschließend zum Münchner Stadtteilverein TSV Milbertshofen wechselte. 2004 wurde er dann von der SpVgg Unterhaching für deren Jugendmannschaft verpflichtet.
In der Spielzeit 05/06 kam er als A-Jugendlicher bereits zu einem Einsatz in der Bayernliga und wurde 2006 fest in den Kader der zweiten Mannschaft der SpVgg übernommen. In der folgenden Saison kam er als Stammspieler zu 28 Einsätzen, bei denen er auch zwei Tore erzielte. Daraufhin wurde er für die Saison 2007/08 von Trainer Werner Lorant in den Kader der ersten Mannschaft befördert und absolvierte gegen den Karlsruher SC II sein erstes Spiel in der Regionalliga Süd. Im weiteren Saisonverlauf kam Hain zu weiteren elf Einsätzen, wobei er fünf Partien in der Innenverteidigung über die volle Distanz absolvierte.
Nachdem er sich mit Haching für die neugeschaffene 3. Liga qualifiziert hatte, feierte er am 14. Spieltag der Saison 08/09 sein Debüt als Profi, als er gegen den 1. FC Union Berlin in der Nachspielzeit eingewechselt wurde. Sein erstes Tor konnte er am 21. Spieltag gegen den SC Paderborn 07 erzielen.
Im Verlauf der Saison 2009/10 sicherte sich Hain einen Stammplatz in der Hachinger Innenverteidigung. Unter dem Trainer Heiko Herrlich verlor Christian Hain zur Saison 2011/12 seinen Stammplatz und wechselte Anfang September 2011 zum TSV Buchbach. Beim Auswärtsspiel des Bayernligisten gegen den SC Eltersdorf wurde dieser Wechsel bekannt. In diesem Spiel stand er als Stürmer in der Anfangself und schoss prompt ein Tor.
Christian Hain kehrte im März 2012 zurück zum Bezirksligisten SV Sulzemoos.